# Alemanha nos Jogos Olímpicos de Inverno de 2014
A Alemanha participou dos Jogos Olímpicos de Inverno de 2014, realizados na cidade de Sóchi, na Rússia. Foi a décima primeira aparição do país em Olimpíadas de Inverno.

## Medalhas
| Atleta                                                       | Esporte             | Evento                            | Medalha |
| ------------------------------------------------------------ | ------------------- | --------------------------------- | ------- |
| Felix Loch                                                   | Luge                | Individual masculino              | Ouro    |
| Maria Höfl-Riesch                                            | Esqui alpino        | Combinado feminino                | Ouro    |
| Natalie Geisenberger                                         | Luge                | Individual feminino               | Ouro    |
| Carina Vogt                                                  | Salto de esqui      | Pista normal individual feminino  | Ouro    |
| Eric Frenzel                                                 | Combinado nórdico   | Individual pista normal           | Ouro    |
| Tobias Arlt Tobias Wendl                                     | Luge                | Duplas                            | Ouro    |
| Tobias Arlt Natalie Geisenberger Felix Loch Tobias Wendl     | Luge                | Revezamento por equipes           | Ouro    |
| Severin Freund Marinus Kraus Andreas Wank Andreas Wellinger  | Salto de esqui      | Pista longa por equipes masculino | Ouro    |
| Tatjana Hüfner                                               | Luge                | Individual feminino               | Prata   |
| Erik Lesser                                                  | Biatlo              | Individual masculino              | Prata   |
| Maria Höfl-Riesch                                            | Esqui alpino        | Super-G feminino                  | Prata   |
| Eric Frenzel Björn Kircheisen Fabian Rießle Johannes Rydzek  | Combinado nórdico   | Equipes                           | Prata   |
| Anke Karstens                                                | Snowboard           | Slalom paralelo feminino          | Prata   |
| Daniel Böhm Erik Lesser Arnd Peiffer Simon Schempp           | Biatlo              | Revezamento masculino             | Prata   |
| Aliona Savchenko Robin Szolkowy                              | Patinação artística | Duplas                            | Bronze  |
| Stefanie Böhler Nicole Fessel Denise Herrmann Claudia Nystad | Esqui cross-country | Revezamento 4x5 km feminino       | Bronze  |
| Viktoria Rebensburg                                          | Esqui alpino        | Slalom gigante feminino           | Bronze  |
| Fabian Rießle                                                | Combinado nórdico   | Individual pista longa            | Bronze  |
| Amelie Kober                                                 | Snowboard           | Slalom paralelo feminino          | Bronze  |

Legenda
| Recorde mundial      | Recorde mundial (World record)               |                       | Recorde africano                      | Recorde africano (African) |                                           | Q | Classificado por posição (Qualified) |
| Recorde olímpico     | Recorde olímpico (Olympic record)            | Recorde da América    | Recorde da América (Americas)         | q                          | Classificado por melhor tempo (Qualified) |   |                                      |
| Melhor marca do ano  | Melhor marca do ano (World leading)          | Recorde asiático      | Recorde asiático (Asian)              | DNS                        | Não largou (Did not start)                |   |                                      |
| Recorde nacional     | Recorde nacional (National record)           | Recorde europeu       | Recorde europeu (European)            | DNF                        | Não terminou (Did not finish)             |   |                                      |
| Recorde pessoal      | Recorde pessoal do atleta (Personal best)    | Recorde da Oceania    | Recorde da Oceania (Oceania)          | DSQ / DQ                   | Desclassificado (Disqualified)            |   |                                      |
| Recorde da temporada | Recorde da temporada do atleta (Season best) | Recorde sul-americano | Recorde sul-americano (South America) | NM                         | Sem marca (No mark)                       |   |                                      |